# Église Saint-Nicolas de Tomislavgrad
Pour les articles homonymes, voir Église Saint-Nicolas.
L’église Saint-Nicolas est située en Bosnie-Herzégovine, sur le territoire de la ville de Tomislavgrad et dans la municipalité de Tomislavgrad. Elle est inscrite sur la liste provisoire des monuments nationaux de Bosnie-Herzégovine.
La maison paroissiale est elle aussi classée.

## Architecture

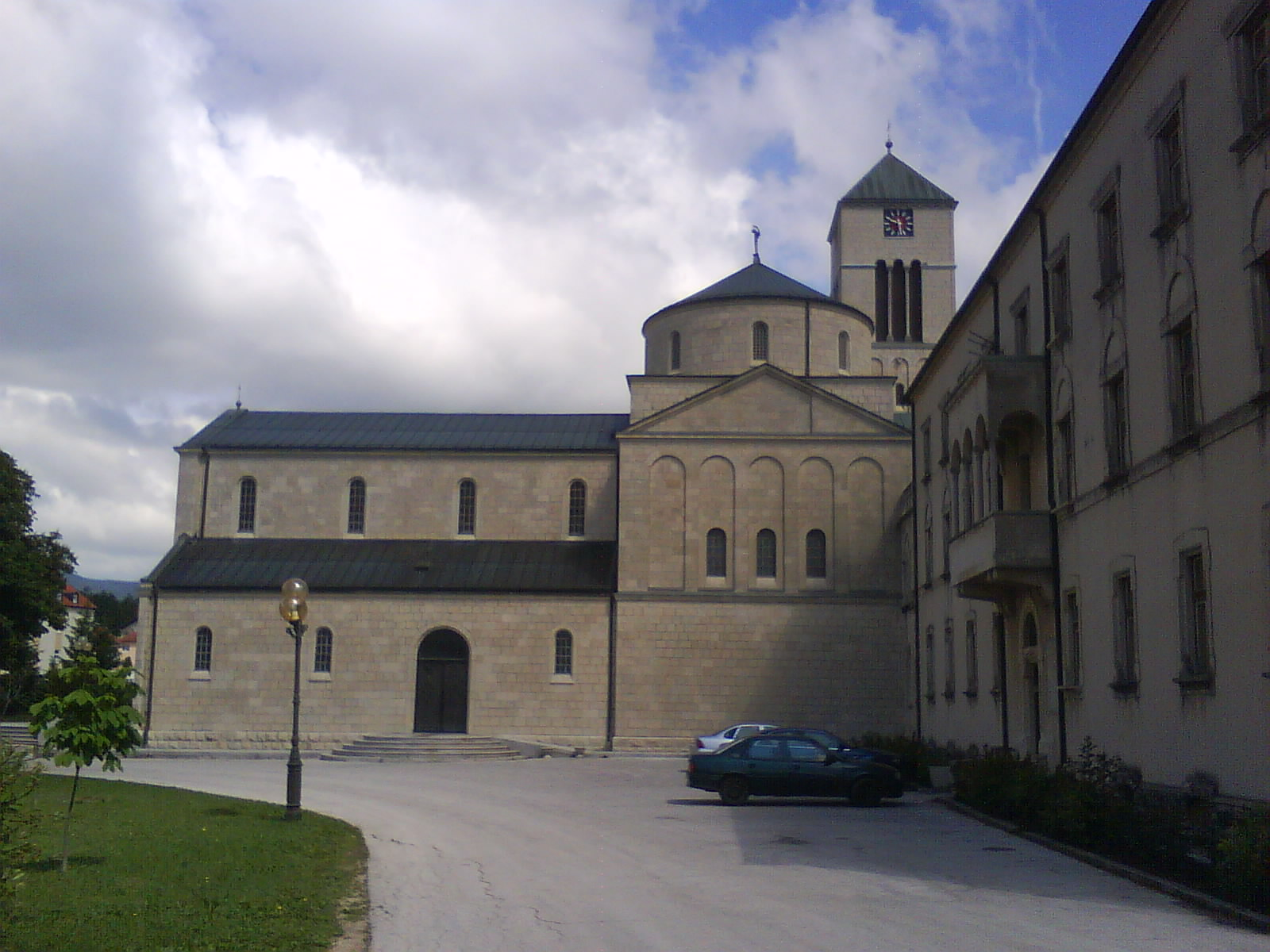
L'église et la maison paroissiale